# Leuctra karcali
Leuctra karcali är en bäcksländeart som beskrevs av Vinçon och Ignac Sivec 2001. Leuctra karcali ingår i släktet Leuctra och familjen smalbäcksländor. Inga underarter finns listade i Catalogue of Life.